# Petuelring (métro de Munich)
Petuelring (en allemand : U-Bahnhof Petuelring) est une station de la section commune aux lignes U3 et U8 du métro de Munich. Elle est située dans le secteur de Schwabing-West, à Munich en Allemagne.

## Situation sur le réseau

Plan du métro (2020).

Établie en souterrain, Petuelring est une station de passage de la section commune aux lignes U3 et U8 du métro de Munich.
La station se situe sous la Schleißheimer Straße à hauteur du Petuelring.

## Histoire
La station ouvre le 8 mai 1972. Les parois derrière la voie sont en béton dans lequel sont coulés des reliefs de figures géométriques. Ils sont rehaussés de peinture dorée. Le plafond avec des bandes lumineuses est recouvert de lamelles d'aluminium blanc, tandis que le sol est recouvert d'un motif de galets d'Isar. Les murs des mezzanines et des escaliers étaient revêtus de surfaces en céramique verdâtre.

## Services aux voyageurs

### Accès et accueil
La station est accessible par des escalators et un ascenseur modernisé.

### Desserte
Petuelring est desservie alternativement par les rames des lignes U3 et U8.

### Intermodalité
La station est en correspondance avec la ligne de tram 27 et la ligne de bus 173, 177 et 178.

## Patrimoine ferroviaire
En 2020, elle fait partie des stations de l'Olympia-U-Bahn classées monuments historiques.